# Arques (Pas-de-Calais)
Arques [aʁk] (niederländisch: Arke oder Arken) ist eine französische Stadt mit 9526 Einwohnern (Stand: 1. Januar 2022) im Département Pas-de-Calais und der in der Region Hauts-de-France. Sie gehört zum Arrondissement Saint-Omer und zum Kanton Longuenesse.

## Geographie
Die Stadt Arques liegt an der Aa und am hier parallel verlaufenden Canal de Neuffossé, der den Fluss Aa  mit der Leie verbindet, auf der Grenze zwischen den historischen Regionen Flanderns und Artois und an der Grenze zum Département Nord. Sie gehört zum Regionalen Naturpark Caps et Marais d’Opale.
Umgeben wird Arques von den Nachbargemeinden Clairmarais im Norden, Renescure im Osten, Campagne-lès-Wardrecques im Südosten, Blendecques im Südwesten, Longuenesse im Westen und Saint-Omer im Nordwesten.

## Geschichte

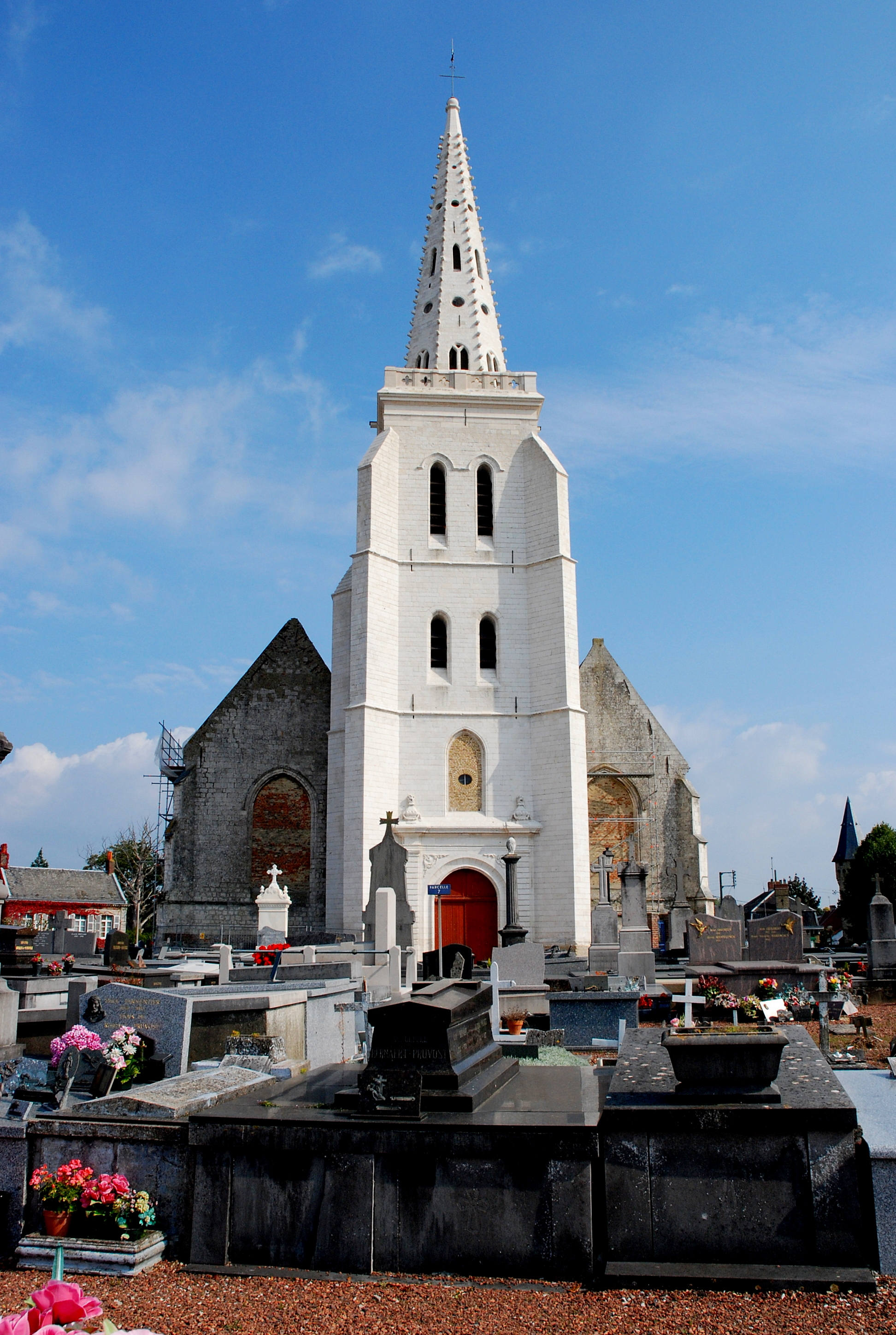
Kirche Saint-Martin

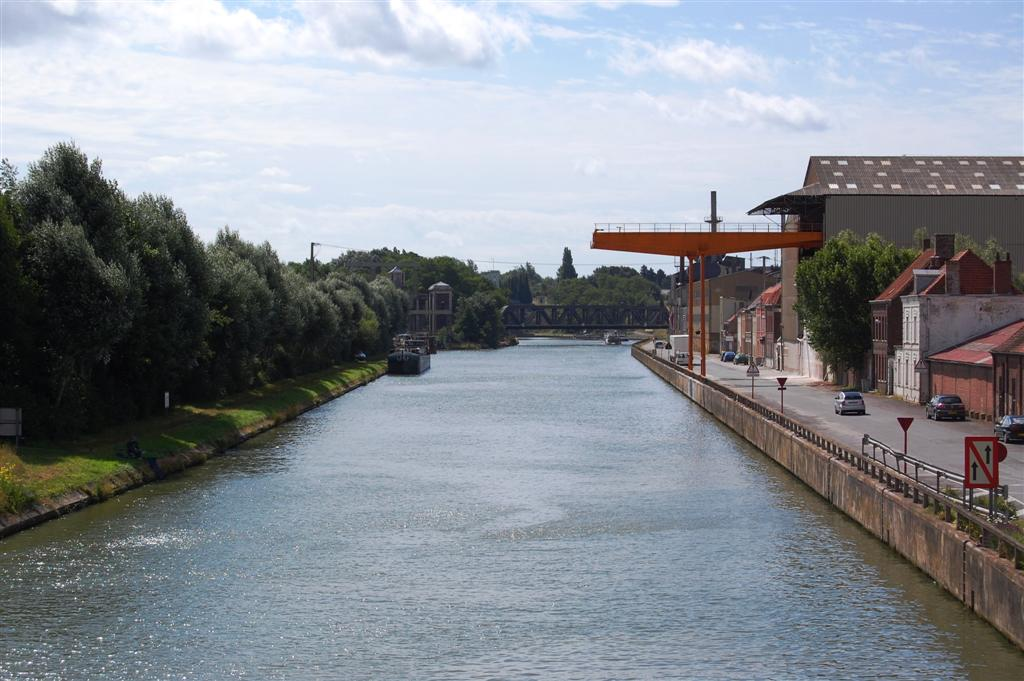
Der Canal de Neuffossé durchquert die Stadt

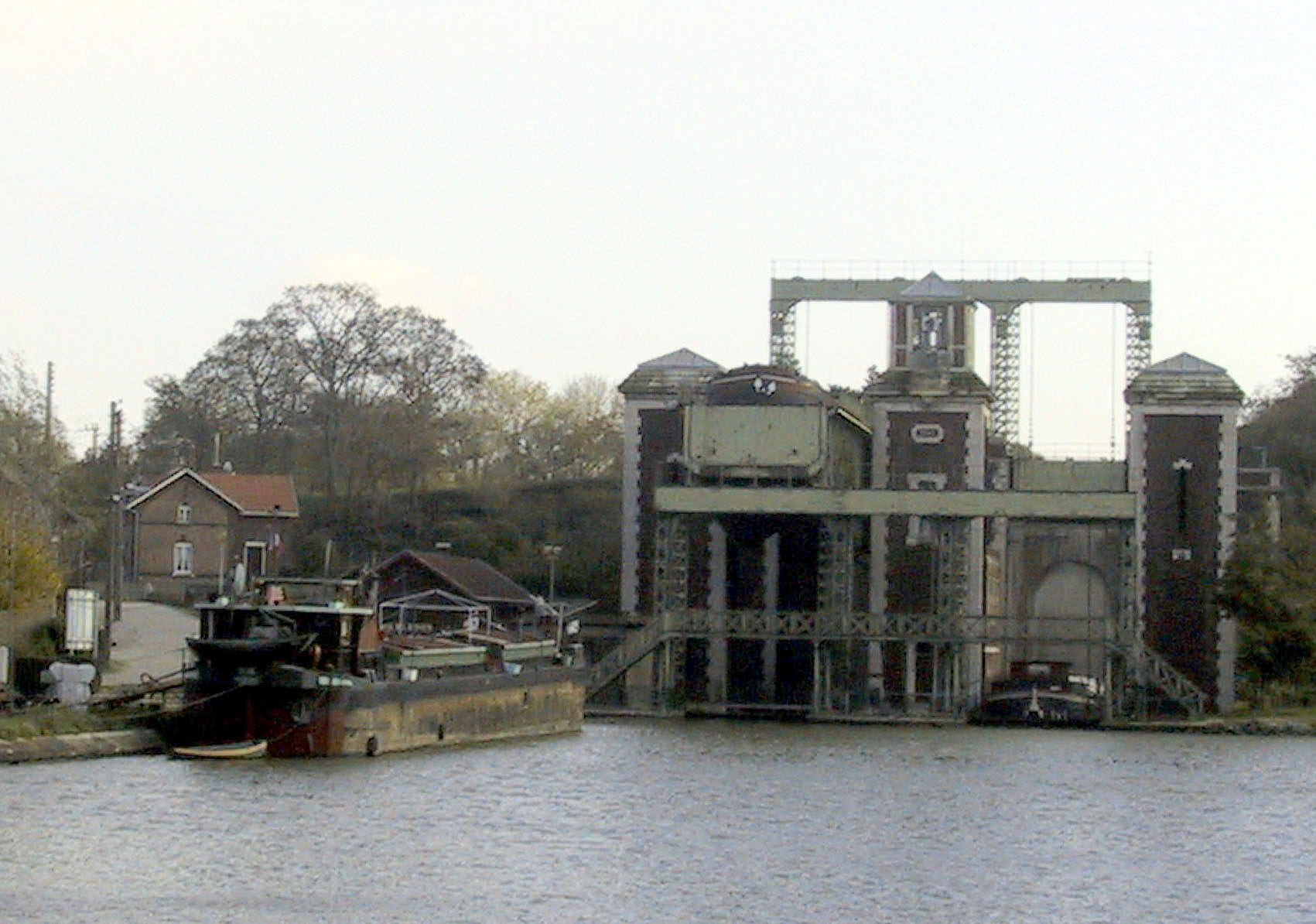
Stillgelegtes Schiffshebewerk Les Fontinettes

Als Graf von Arkes wird Waldebertus I. im siebten Jahrhundert genannt. Er ließ eine Kirche, die dem heiligen Martin geweiht war, nahe seinem Herrschaftssitz errichten.
Bedeutung gewann der Ort während des französisch-flandrischen Kriegs in Nachfolge der Sporenschlacht in der Schlacht von Arques im April 1303, als die französische Armee auf Saint-Omer marschierte. Unter Wilhelm von Flandern wurden die Franzosen unter großen Verlusten zurückgeworfen. Im nachfolgenden Hundertjährigen Krieg wurde die Gegend erneut und mehrfach verheert.
Der erste Kanal kann bereits für 1774 nachgewiesen werden.
Im Ersten Weltkrieg war der Ort von strategischer Bedeutung. Mehr als 100.000 Soldaten wurden stationiert.
Während des Zweiten Weltkriegs gab es hier einen Militärflugplatz, bezeichnet als Aérodrome de Saint-Omer-Arques-Fort Rouge.

## Wirtschaft
Bekanntheit erlangte Arques durch die Kristallglasfabrikation. Das größte Unternehmen ist die 1825 gegründete heutige Holding Arc International. Von ihr stammt unter anderem die in Deutschland beliebte Geschirrserie Aspen.

## Sehenswürdigkeiten
- Kirche Saint-Martin, im 18. Jahrhundert errichtet
- Rathaus
- Schiffshebewerk Les Fontinettes
- Château du Pavé d’Arques

## Gemeindepartnerschaft
Arques pflegt eine Partnerschaft mit der deutschen Gemeinde Wadgassen im Saarland.

## Persönlichkeiten
- Julie Machart (* 1989), Fußballspielerin